# Virgilio Giotti
Virgilio Giotti, pseudonimo di Virgilio Schönbeck (Trieste, 15 gennaio 1885 – Trieste, 21 settembre 1957), è stato un poeta italiano, autore perlopiù di versi in dialetto triestino.

## Biografia
Nacque a Trieste, all'epoca ancora parte dell'Impero austro-ungarico, il 15 gennaio 1885, figlio di Riccardo Schönbeck, triestino d'origini in parte germano-boeme, e di Emilia Ghiotto, veneta, dal cui cognome desunse il suo d'arte. Nel 1907 si trasferì con la famiglia a Firenze per sfuggire alla leva asburgica e per diversi anni fece il viaggiatore di commercio, recandosi soprattutto in Svizzera. Secondo la testimonianza di Prezzolini, non ebbe contatti con "La Voce". Nel 1912 conobbe la moscovita Nina Schekotoff, che presto diventerà la sua compagna e dalla quale avrà tre figli: la piccola Tanda (Natalia), e Paolo e Franco che perderanno la vita in Russia durante la seconda guerra mondiale.

Nel 1920 ritornò a Trieste, ma, pur pubblicando prose e soprattutto liriche in alcune importanti riviste (tra cui "Solaria") cui lo avvicinavano gli intellettuali triestini - in particolare Giani Stuparich -, visse isolato fino alla morte (21 settembre 1957) lavorando prima come edicolante e in seguito come impiegato presso l'Ospedale Maggiore di Trieste. 
Importante nella sua formazione l'amicizia con il poeta Umberto Saba e il filosofo Giorgio Fano, il quale sposò in prime nozze sua sorella Maria. Tuttavia, quando Giorgio la lasciò per la scrittrice Anna Curiel, Maria si suicidò portando con sé nella morte il figlioletto malato; questa tragedia è narrata nei dettagli nel libro "Giorgio e io". Esordì a Firenze nel 1914 con il "Piccolo canzoniere in dialetto triestino" a cui fecero seguito "Caprizzi, Canzonete e Stòrie" pubblicate nell'edizione di "Solaria" nel 1928, "Colori" nel 1941, "Sera" nel 1946, "Versi" nel 1953. Il poeta sottopose sempre i suoi testi a rigorosa elaborazione di cui si conservano ancora numerose redazioni a mano o dattiloscritte.

Fu autore anche di delicate poesie in lingua, come "Liriche e idilli" pubblicate dall'edizione di "Solaria" nel 1931, oltre che di un diario privato, "Appunti inutili", che è stato pubblicato recentemente e di alcuni racconti; tradusse nel 1946, dal russo, la “Lettera alla madre” del poeta Esenin.
La sua lirica in triestino fu sempre ben apprezzata fin dal 1937 quando il  critico Pietro Pancrazi dedicò al poeta triestino un articolo sul "Corriere della Sera". Altri famosi critici, come il Fubini, il Sapegno, il Segre, il Contini ne scrissero parole positive. Pier Paolo Pasolini scrisse di Giotti un ritratto molto veritiero così come Stuparich nel 1944 in "Trieste nei miei ricordi".

## Poetica
Nei primi versi di Giotti si avverte l'influenza di Pascoli, di Gozzano e dei crepuscolari, nello stile e nei temi; a partire da "Caprizzi, Canzonete e Stòrie" nei suoi versi domineranno i motivi melodici che lo avvicineranno a Di Giacomo e a certa produzione di Saba.
Il dialetto di Giotti  è un dialetto che, pur rimanendo naturale, non è vernacolare ma intellettualistico e sembra contrastare con il carattere dei suoi temi legati al quotidiano di una Trieste molto interiorizzata. Diversamente da Svevo e Saba, la Trieste di Giotti non è il porto asburgico della Mitteleuropa quanto piuttosto un quadro semplice di affetti e persone: la sua triestinità, aliena dalla ricerca del pittoresco e del folclorico, risiede nell'uso del dialetto e nell'ambientazione, sfondo per una poesia di elevata tensione lirica.
Nei suoi versi prevale la quartina di endecasillabi ritmati in modo parziale con tipiche inversioni metriche ("Dei purziteri,/ ne le vetrine") che rendono ben bilanciate le figure sintattico-ritmiche "le feste/ de Pasqua xe vignude, e vignù xe/ l'istà").

Tipico di Giotti è anche l'uso dell'enjambement, soprattutto nella seconda raccolta, che arriva a dividere non solo i gruppi sintattici tra strofa e strofa o tra verso e verso, ma anche la stessa parola in due parti ("veda-/rò"; "de con-/ tentezze"). Il periodo spesso non coincide con la strofa e viene spezzato al centro da forti pause e la punteggiatura è fittissima e analitica. Per trovare un accordo maggiormente colloquiale, tra sintassi e metro bisogna arrivare all'ultima raccolta, più vicina a certi versi di Saba, dove l'endecasillabo diventa discorsivo ed elegiaco.

## Opere
- Piccolo canzoniere in dialetto triestino, Gonnelli, Firenze 1914
- Caprizzi, Canzonete e Stòrie, Edizioni di "Solaria", Firenze 1928
- Colori (silloge delle sue liriche), Firenze, Parenti, 1941; Padova, Le Tre Venezie, 1943; Milano-Napoli, Ricciardi, 1957; Milano, Longanesi, 1972 (con l'incorporazione delle Poesie per Carlotta, scritte nel 1949); Torino, Einaudi, 1992, a cura di Anna Modena (anche questa edizione è comprensiva delle Poesie per Carlotta)
- Sera, Edizione privata, Trieste 1946; Torino, De Silva, 1948
- Versi, Edizioni dello Zibaldone, Trieste 1953
- Appunti inutili, Edizioni dello Zibaldone, Trieste 1959

## Riconoscimenti
Nel 1957, l'Accademia Nazionale dei Lincei gli ha conferito il Premio Feltrinelli per la Letteratura.